# Британска Колумбија
Британска Колумбија (енгл. British Columbia, фр. Colombie-Britannique), једна је од десет канадских покрајина (провинција). Са територијом Јукон образује пацифички појас Канаде. Најгушће је насељена дуж обале Пацифика и границе са САД.
Привредни центар покрајине, највећи град и највећа канадска лука јесте град Ванкувер (енгл/фр: Vancouver).

## Географија
Британска Колумбија се налази на крајњем западу Канаде. Рељеф провинције је изразито планински. Преко 70% провинције налази се на просечној надморској висини од преко 1.000 m. Највиши врхови планина овде досежу преко 4.500 m надморске висине. Ови планински масиви су густо пошумљени, тако да је 60% провинције прекривено стогодишњим шумама четинара. Само 5% тла је обрадиво земљиште, ту спада уски приобални појас а понајвише „ниска унутрашњост/континент“ (енгл. Lower mainland), као и многе планинске котлине. Обална линија Британске Колумбије износи око 27.000 km а провинција има и преко 6.000, махом ненасељених, острва. Ова обала је изузетно разуђена и богата је неприступачним увалама фјордовског типа. Британска Колумбија има седам националних паркова и преко стотину паркова природе под заштитом државе. Ова канадска провинција има укупно 114.000 km² или импресивних 12,5% од укупне територије под заштитом као националне паркове или паркове природе. Укупна површина провинције износи 944.735 km².
Британска Колумбија са југа граничи са САД. На истоку одмах до Британске Колумбије налази се канадска провинција Алберта, са севера граничи са САД (држава Аљаска) и са канадском Северозападном територијом. Главни град провинције је Викторија који се налази на Острву Ванкувер. Викторија има око 350.000 становника и налази се на самом југу острва. Град Ванкувер има око 1.900.000 становника и налази се у ниском приобаљу у непосредној близини острва Ванкувер уз границу са Сједињеним Државама. Ово ниско приобаље је најгушће насељено у провинцији и назива се ниска унутрашњост. Већи градови у Британској Колумбији су: Ванкувер, Викторија, Сари, Келоуна и Аботсфорд.

### Клима
С обзиром на планински рељеф провинције не чуди чињеница да највећи део Британске Колумбије има веома оштру планинску климу. Зиме су јако дуге са пуно снежних падавина. Ова клима је подударна клими алпског појаса у средњој Европи.
Комбинација ове климе и рељефа има за последицу честу опасност од лавина. Северни делови провинције имају субполарну климу. У планинским котлинама на југу провинције као и уз уски појас равнице на југозападу (подручје града Ванкувера), клима је умерено-континентална. Острво Ванкувер на којем се налази главни град провинције, Викторија представља праву климатску оазу. Ту се под утицајем Пацифика развио подтип континенталне климе који је врло сличан клими деловима северног Медитерана. Цела провинција обилује великом количином падавина током целе године што доприноси изразито богатој флори.

## Историја
Најгушће насељен део Канаде пре доласка европских колониста био је приобални појас данашње провинције Британске Колумбије. Становници овог подручја су били Индијанци припадници Првих народа.
Прва европска држава која је покушавала присвојити ова подручја била је краљевина Шпанија која је делове данашње Британске Колумбије убрајала у своју област Калифорнију. Ове крајеве је било јако тешко заузети, разлог томе је била у то време изразита географска и прометна изолованост и неприступачност. Британски истраживачи Џејмс Кук и Џорџ Ванкувер су крајем 18. века први делимично истражили ове крајеве. Отприлике у исто време ова, тада белим становништвом ненасељена подручја прелазе политичким уступцима из шпанске под британску управу. Након тога многи истраживачи су обилазили ова подручја уписујући нове географске појмове у тадашње мапе. Међу њима најпознатији су били; Сајмон Фрејзер, Џон Финли, Дејвид Томпсон и Сем Блек. Први европски истраживач који је пропутовао кроз канадске Кордиљере и стигао на обале Пацифика био је Александар Макензи.
Компаније за трговину крзнима су биле веома заинтересоване за ове дивље и неприступачне просторе. Зато су први колонисти ових простора почетком деветнаестог века били ловци на крзна и трговци крзнима. Компаније попут Хадсон беј компани (енгл. The Hudson's Bay Company) су у то доба успоставиле прве станице/утврђења (forts) за трговину крзнима. Неке од ових станица су са гашењем ове врсте трговине и саме биле напуштене док су друге заправо представљале зачетак данашњих насеља и градова у Британској Колумбији.
Најпознатији градови који су се развили из ових станица су Викторија, Нанајмо, Камлупс итд.
Године 1858. долази до открића златних налазишта у долини реке Фрејзер. Тада започиње златна грозница у Фрејзеровом кањону (The Fraser Canyon gold rush). Долази до великог прилива Американца у ове крајеве вођених потрагом за златом.
Британска круна плашећи се да не изгуби ове просторе проглашава исте 1858. нову провинцију на овим просторима, Британску Колумбију. Након што су били понуђени избором прикључивања Сједињеним државама или Канади влада ове провинције доноси одлуку о приступању новој држави Канади 20. јула 1871. године. Разлог тој одлуци је била понуда Канаде да преузме све дугове ове провинције као и да изгради пругу којом ће повезати ову изоловану провинцију са остатком континента.
Канадска пацифичка пруга, која је по први пут повезала Британску Колумбију са остатком Канаде коначно је довршена 1885/86. године. Ова пруга као и друга довршена 1914. године су имале несагледив економски значај за привреду ове провинције. Искориштавање природних ресурса провинције тада постаје темељ привреде а насељавање становништвом потребним за ове економске подухвате доживљава пуну експанзију.

## Становништво
| 1996.     | 2001.     | 2006.     | 2011.     | 2016.     |
| --------- | --------- | --------- | --------- | --------- |
| 3.724.500 | 3.907.738 | 4.113.487 | 4.400.057 | 4.648.055 |

Аутохтоно становништво Британске Колумбије су индијанска племена Првих народа међу којима се нарочито истицало племе Хаида. Многима од ових племена је главну активност за преживљавање представљао лов на китове. Данас је при помену индијанских племена Британске Колумбије прва асоцијација скулпторска наивна уметност (тотеми, скулптуре чамаца и ловаца на китове као и скулптуре разних животиња и митолошких створења).
Први Европљани који трајније бораве у овим крајевима су били трапери (ловци на крзна) и трговци крзнима почетком деветнаестог века. До првог значајнијег таласа усељеника долази средином 18. века током златне грознице Фрејзерове долине. Тада из САД долази велики број људи у потрази за златом. Масовно насељавање провинције почиње средином и крајем 19. века након повезивања пругом Британске Колумбије са остатком Канаде. Ови усељеници су махом Европљани међутим и Кинези који су углавном били радна снага на градњи пруге. Крајем деветнаестог и почетком двадесетог века у овој провинцији је владала клима несношљивости и непријатељства према усељеницима из Азије (углавном Кине) тако да је тада био усвојен низ расистичких закона којима се настојало онемогућити или смањити усељавање становништва Азијске расе у ову провинцију.
Данас је становништво ове провинције углавном европског порекла. Другу групу по бројности представљају становници азијског порекла (Кина, Кореја, Филипини, Јапан). Значајан је и број усељеника са индијског потконтинента. Суживот становништва разних расних припадности је назавидном нивоу а међурасне брачне везе су данас најчешће у овој провинцији у односу на друге провинције Канаде. Провинција данас има преко 4 милиона становника.

### Највећи градови
| Ванкувер Сари | 1.  | Ванкувер  | 603.502 | Бернаби Ричмонд |
| Ванкувер Сари | 2.  | Сари      | 468.251 | Бернаби Ричмонд |
| Ванкувер Сари | 3.  | Бернаби   | 223.218 | Бернаби Ричмонд |
| Ванкувер Сари | 4.  | Ричмонд   | 190.473 | Бернаби Ричмонд |
| Ванкувер Сари | 5.  | Аботсфорд | 133.497 | Бернаби Ричмонд |
| Ванкувер Сари | 6.  | Коквитлам | 126.456 | Бернаби Ричмонд |
| Ванкувер Сари | 7.  | Келоуна   | 117.312 | Бернаби Ричмонд |
| Ванкувер Сари | 8.  | Камлупс   | 85.678  | Бернаби Ричмонд |
| Ванкувер Сари | 9.  | Нанајмо   | 83.810  | Бернаби Ричмонд |
| Ванкувер Сари | 10. | Викторија | 78.057  | Бернаби Ричмонд |

## Привреда
Привреда Британске Колумбије је врло развијена. Негативан аспект ове привреде је њена велика зависност о природним ресурсима као и о примарној индустрији. Од свих провинцијских привреда Канаде, привреда Британске Колумбије је највише условљавана стањем на светском тржишту сировинама и природним ресурсима. Ова провинција је велики произвођач и извозник железа и железне руде као и минерала и других рудних богатстава. Међутим најпознатија је као велики произвођач дрвне грађе, папира као и извозник сировог дрвета.
У малим подручјима погодним за обраду тла развијена је врло софистицирана пољопривреда. Млечно сточарство, перадарство, воћарство па чак и узгој винове лозе су заступљени у планинским котлинама ове провинције. Ипак, највише становништва у Британској Колумбији је запослено у сектору услуга.